# Schuss (Maskottchen)
Schuss war im Jahr 1968 das erste, damals noch inoffizielle Maskottchen in der Geschichte der Olympischen Spiele.

## Beschreibung
Die Figur zeigt einen stilisierten Skifahrer im blauen Skianzug. Schuss hatte keine Arme, eine große rote Kugel bildete seinen Kopf. Entworfen wurde Schuss von Aline Lafargue anlässlich der Olympischen Winterspiele 1968 in Grenoble. Das Motiv wurde kaum vermarktet, sondern erschien lediglich auf Anstecknadeln und einigen Kleinspielzeugen.
Von Kritikern wurde das Maskottchen als The Skiing Sperm (deutsch das skifahrende Spermium) verspottet.